# Eo biển Hoyo
Eo biển Hoyo 豊予海峡 (Hōyo Kaikyō (Phong Dữ hải giáp)) là một eo biển hẹp ở Nhật Bản nối biển Seto và Thái Bình Dương qua ngả lạch biển Bungo.